# Seiyun

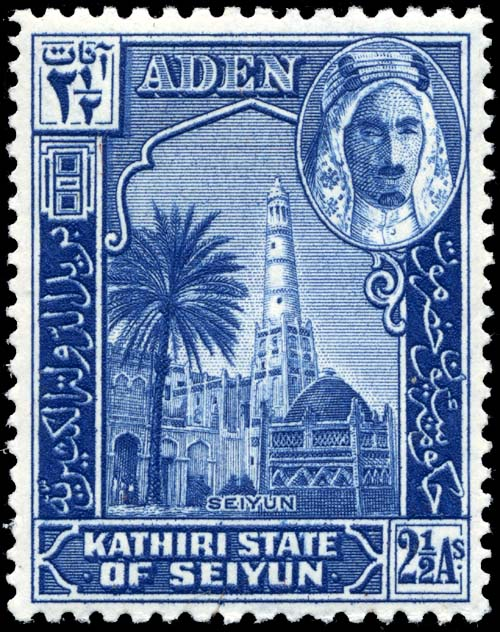
Segell de correus de 1942, amb la capital i el sultà

Seiyun, Sayun o Saywun (àrab: سيئون, Sayʾūn) és una població del Iemen, a l'Hadramaut, a la vall del uadi Hadramaut, a uns 16 km a l'est de Xibam i 24 km a l'oest de Tarim i 480 km al nord de Mukalla. Forma part de la governació d'Hadramaut (antiga cinquena governació del Iemen del Sud). Està al mig d'una regió molt fèrtil i produeix principalment dàtils. També és un centre cultural islàmic.
La vila apareix a l'inici del govern dels kathírides al segle xv; els kathírides (en àrab الكثيري, al-Kaṯīrī) van conquerir l'Hadramaut venint des de Zufar d'on eren originaris a l'inici del segle xv, dirigits per Alí ibn Úmar. Els emirs d'Hadramut de la dinastia Banu l-Yamaní governaven a Tarim des de 1224 però els kathírides es van establir a Xibam i Seiyun. Aquesta sempre va restar en les seves mans i els sobirans portaren des de 1847 el títol de sultans de (oficialment) l'Estat Kathiri de Seiyun a l'Hadramaut (en àrab: السلطنة الكثيرية فِي سيؤن, as-Salṭana al-Kaṯīrīyya fī Sayʾūn). El 1867 i 1868 els quaiti, un grup de la tribu yafi, dirigits per Úmar ibn al-Àwad que havia servit a Hyderabad a l'Índia, es van apoderar dels territoris del sud de l'Hadramaut, de la costa fins a la vall del uadi. Del 1880 al 1945 un sultanat diferent es va establir a Tarim per una branca de la família, amb forta influència de la família local de sàyyids, els Al Kaf. El 1888 es va establir el protectorat britànic a Seiyun i el sultanat va formar part del Protectorat d'Aden i concretament del Protectorat Oriental d'Aden. El veí sultanat de Xabwa (governat per la dinastia Al Burayk) fou annexionat al segle xix o inicis del XX i el sultanat de Tarim el 1945. Quan es va crear la Federació d'Aràbia del Sud, els sultanats orientals no s'hi van voler incorporar, i amb un dels estats occidentals (que tampoc va voler) van formar el Protectorat d'Aràbia del Sud. El sultanat kathírida fou abolit el 2 d'octubre de 1967 després del triomf dels nacionalistes comunistes que van formar la República Popular del Iemen del Sud.

## Sultans kathírides de Seiyun (des de 1670)
- 1670 - 1690 Jàfar ibn Abd-Al·lah al-Kathirí
- 1690 - 1707 Badr ibn Jàfar al-Kathirí
- 1707 - 1725 Abd-Al·lah ibn Badr al-Kathirí
- 1725 - 1760 Amr ibn Badr al-Kathirí
- 1760 - 1800 Àhmad ibn Amr al-Kathirí
- 1800 - 1830 Muhsin ibn Ahmad al-Kathirí
- 1830 - 1880 Ghàlib ibn Múhsin al-Kathirí
- 1880 - 1929 al-Mansur ibn Ghàlib al-Kathirí
- 1929 - 1938 Alí ibn al-Mansur al-Kathirí
- 1938 - 1949 Jàfar ibn al-Mansur al-Kathirí
- 1949 - 1967 al-Hussayn ibn Alí al-Kathirí

## Sultans kathírides de Tarim
- 1880 - 1920 Múhsin ibn Ghàlib
  - sàyyid Abu-Bakr ibn Xaykh al-Kaf (governant de facto)
- 1920 - 1935 Muhàmmad ibn Múhsin
  - 192? - 194? sàyyid Alí al-Kaf (governant de facto)
- 1935 - 1945 Abd-Al·lah ibn Ghàlib i Muhàmmad ibn Ghàlib
  - 194? - 1945 Abd-Al·lah ibn Saïd (governant de facto)